# Лијува I
Лиува I је био визиготски краљ у Хиспанији између 568. и 573. Наследио је свог брата Атанагилда и владао је заједно са својим другим братом, Леовигилдом до своје смрти, 573. године. Били су последњи аријански хришћани на визиготском престолу. Лиува је владао визиготским земљама на северу у Пиринејима, све до своје смрти. 
Браћа су заједно успела да протерају Византинце из Хиспаније. Радили су заједно на уједињењу целог Иберијског полуострва и имали су углавном успеха, осим на северу, где су Баски, Кантабри и Астури успели да им одоле. 
Одржавали су трговачке везе са Византијом, и тиме су одржали урбану културу на тлу Хиспаније, као и трговачке и културне везе са остатком Медитерана.